# Кендлмас (острів)
Острів Кендлмас (ісп. Isla Candelaria) — невеликий незаселений острів із групи островів Кендлмас у складі Південних Сандвічевих островів. Він розташований приблизно за 3,2 км від острова Віндікаціон, відокремленого протокою Нельсон.
На північно-західному схилі острова знаходиться активний стратовулкан, Пагорб Люцифера, який проявив ознаки активності у 1911 році та вивергнув потоки лави у 1953-1954. Гора Андромеди та гора Персея вкриті льодовиками. Гора Андромеди є найвищою точкою острова з висотою (550 м).
Південно-східна точка острова називається Стров-Поїнт (57°4′ пд. ш. 26°39′ зх. д. / 57.067° пд. ш. 26.650° зх. д.). Його назвали співробітники Discovery Investigations Discovery II,  оскільки даний об'єкт був нанесений на карту взяли його на карту у Прощену неділю (eng: Shrove Sunday), 4 березня 1930 року.  Клепмач-Поїнт є південно-західною точкою острова. 
Острів Кендлмас є місцем дії роману Яна Кемерона «Білий корабель» (1975), який розповідає про експедицію на острів у 1975 році, під час якої члени експедиції вимушені були боротися з привидами іспанців, які зазнали корабельної аварії на острові ще у 1818 році.
- Список антарктичних і субантарктичних островів
- Список вулканів Південних Сандвічевих островів